# Xenomorph (nizozemská hudební skupina)
Xenomorph byla nizozemská death metalová kapela z Leidenu založená v roce 1994 a pojmenována podle Vetřelců (Xenomorfové) – fiktivních mimozemských nestvůr vytvořených švýcarským umělcem H. R. Gigerem.
Na kontě má dvě studiová alba, tři demonahrávky a jedno kompilační CD. Debutové studiové album Baneful Stealth Desire vyšlo v roce 2001 pod hlavičkou německého vydavatelství System Shock.

## Diskografie
Dema
- Carnificated Dreams (1994)
- Passion Dance (1995)
- Promo Demo (1998)

Studiová alba
- Baneful Stealth Desire (2001)
- Necrophilia mon amour (2005)

Kompilační alba
- Acardiacus (1996) – obsahuje dema Carnificated Dreams a Passion Dance

## Členové
- De Tombe - vokál
- Kreft - kytara
- JRA - baskytara
- Bomber - bicí
- Coert Zwart - kytara
- Carmen van der Ploeg - vokál
- Vincent Scheerman - kytara